# عام الحزن
عام الحزن، هو العام الذي توفي فيه عم الرسول أبو طالب الذي كان يدفع عنه أذى قريش ثم زوجته خديجة بنت خويلد التي كانت تسانده في الدعوة. وهو ما يقارب العام العاشر للبعثة (الثالث قبل الهجرة).
خديجة هي خديجة بنت خويلد بن أسد القرشية (68 ق.هـ - 3 ق.هـ/ 556م - 619م)؛ أم المؤمنين وأولى زوجات الرسول محمد وأم كل أولاده ما عدا ولده إبراهيم، عاشت خديجة مع النبي فترة ما قبل البعثة، وكانت تستشعر نبوة زوجها، فكانت تعتني ببيتها وأولادها، وتسير قوافلها التجارية، وتوفر للنبي مُؤونته في خلوته عندما كان يَعتَكف ويَتعَبد في غار حراء، وعندما أنزل الله وحيه على النبي كانت خديجة أول من صدقته فيما حَدّث، وذهبت به إلى ابن عمها ورقة بن نوفل الذي بَشَّره بأنه نبي الأُمّة، فكانت أول من آمن بالنبي من الرجال والنساء، وأول من توضأ وصلّى، وظلت بعد ذلك صابرة مُصابرة مع الرسول في تكذيب قريش وبطشها بالمسلمين، حتى وقع حصار قريش على بني هاشم وبني المطلب في شِعب أبي طالب، فالتحقت بزوجها في الشِعب، وعانت ما عاناه بنو هاشم من جوع ومرض مدة ثلاث سنين، وبعد أن فُك الحصار عن الرسول ومن معه مرضت خديجة، وما لبثت أن توفيت بعد وفاة عم النبي أبي طالب بن عبد المطلب بثلاثة أيام وقيل بأكثر من ذلك، في شهر رمضان قبل هجرة الرسول بثلاث سنين عام 619م وعمرها خمس وستون سنة، وكان مقامها مع الرسول بعدما تزوجها أربعاً وعشرين سنة وستة أشهر، ودفنها الرسول بالحجون (مقبرة المعلاة).
تحظى خديجة بنت خويلد بمكانة كبيرة ومنزلة عظيمة عند جميع الطوائف الإسلامية، فقد روى أبو هريرة: «قال رسول الله: خير نساء العالمين أربع: مريم بنت عمران، وابنة مزاحم امرأة فرعون، وخديجة بنت خويلد، وفاطمة بنت محمد»، وأتى جبرائيل إلى النبي مرة فقال: «يا رسول الله، هذه خديجة قد أتتك معها إناء فيه إدام أو طعام أو شراب، فإذا هي أتتك فاقرأ عليها السلام من ربّها عزّ وجل ومنّي، وبشّرها ببيت في الجنّة من قصب لا صخب فيه ولا نَصَب».
و أبو طالب هو أبو طالب بن عبد المطلب بن هاشم الهاشمي القرشي، عم النبي محمد وكافله وناصره وحاميه، ووالد علي بن أبي طالب، أول أئمة أهل البيت عند الشيعة، ورابع الخلفاء الراشدين عند أهل السنة والجماعة، وكان أبو طالب منيعًا عزيزًا في قريش، وسيدًا شريفًا مطاعًا مهيبًا.
وُلد أبو طالب قبل النبي بخمس وثلاثين سنة، وتزوج من فاطمة بنت أسد، فأنجبت له: طالبًا، وعقيلًا، وجعفرًا، وعليًّا، وأمّ هانئ، وجمانة، وريطة، وأسماء، ولما مات عبد المطلب أوْصَى بمحمد  إلى أبي طالب، فكفله وأحسن تربيته، ولما بعث قام في نصرته وذَبَّ عنه من عاداه، فلم يزل يذب عن رسول الله  ويناوئ قريشًا إلى أن مات.
ذهب مشهور أهل السنة والجماعة إلى أن أبو طالب مات كافرًا ولم يسلم، بينما يعتقد الشيعة بأن أبو طالب مات مسلمًا مؤمنًا. افي البعثة والبعثة هي عدة مراحل كان محمد يذهب إلى غار حراء في جبل النور على بعد نحو ميلين من مكة فيأخذ معه السويق والماء فيقيم فيه شهر رمضان. وكان يختلي فيه قبل نزول القرآن عليه بواسطة أمين الوحي جبريل ويقضى وقته في التفكر والتأمل.
تذكر كتب السيرة النبوية أن الوحي نزل لأول مرّة على محمد وهو في غار حراء، حيث جاء الوحي جبريل، فقال: اقرأ، قال:«ما أنا بقارئ» - أي لا أعرف القراءة، قال:«فأخذني فغطَّني حتى بلغ مني الجهد، ثم أرسلني» فقال: اقرأ، قلت:«ما أنا بقارئ»، قال:«فأخذني فغطَّني الثانية حتى بلغ مني الجهد، ثم أرسلني» فقال: اقرأ، فقلت:«ما أنا بقارئ، فأخذني فغطَّني الثالثة، ثـم أرسلني»، فقال: ﴿اقْرَأْ بِاسْمِ رَبِّكَ الَّذِي خَلَقَ﴾ [96:1]﴿خَلَقَ الْإِنْسَانَ مِنْ عَلَقٍ﴾ [96:2]﴿اقْرَأْ وَرَبُّكَ الْأَكْرَمُ﴾ [96:3]﴿الَّذِي عَلَّمَ بِالْقَلَمِ﴾ [96:4]﴿عَلَّمَ الْإِنْسَانَ مَا لَمْ يَعْلَمْ﴾ [96:5]، فأدرك محمد أن عليه أن يعيد وراء جبريل هذه الكلمات، ورجع بها يرجف فؤاده، فدخل على زوجته خديجة، فقال:«زَمِّلُونى زملوني»، فزملوه حتى ذهب عنه الروع، فقال لزوجته خديجة:«ما لي؟» فأخبرها الخبر،«لقد خشيت على نفسي»، فقالت خديجة:«كلا، والله ما يخزيك الله أبداً، إنك لتصل الرحم، وتحمل الكل، وتكسب المعدوم، وتقري الضيف، وتعين على نوائب الحق»، فانطلقت به خديجة إلى ابن عمها ورقة بن نوفل وكان حبراً عالماً قد تنصر قبل الإسلام، وكان يكتب الكتاب العبراني، فيكتب من الإنجيل بالعبرانية، وكان شيخًا كبيراً فأخبره خبر ما رأى، فقال له ورقة:«هذا الناموس الذي أنزله الله على موسى«. وقد جاءه الوحي جبريل أخرى جالسا على كرسي بين السماء والأرض، ففر منه رعباً حتى هوى إلى الأرض، فذهب إلى زوجته خديجة فقال:«دثروني، دثروني، وصبوا علي ماءً بارداً»، فنزلت: ﴿يَاأَيُّهَا الْمُدَّثِّرُ﴾ [74:1]﴿قُمْ فَأَنْذِرْ﴾ [74:2]﴿وَرَبَّكَ فَكَبِّرْ﴾ [74:3]﴿وَثِيَابَكَ فَطَهِّرْ﴾ [74:4]﴿وَالرُّجْزَ فَاهْجُرْ﴾ [74:5]، وهذه الآيات هي بداية رسالته ثم بدأ الوحي ينزل ويتتابع لمدة ثلاثة وعشرين عاماً حتى وفاته. وفي رواية وردت في طبقات ابن سعد وتاريخ الطبري وبلاغات البخاري؛ بعد وفاة ورقة بن نوفل كان الوحي يتقطع، فيصاب محمد بحالة إحباط وحزن شديدين حتى أنه يفكر في الانتحار بإلقاء نفسه من فوق قمم الجبال، لكنه كلما كان يصل لقمة جبل ليلقي نفسه كان يتبدى له جبريل ويقول له: «يا محمد، إنك رسول الله حقا» فيهدأ ويتراجع، لكنه كان يكررها كلما انقطع الوحي. لكن الرأي السني الذي يعتبر أن الانتحار محرم في الإسلام ينكر وقوع هذه الحادثة، حيث أنكر علماء الأزهر على هذه الرواية في كتابهم«حقائق الإسلام في مواجهة المشككين»، وذلك بسبب أن الواقدي عند علماء الحديث هو«متروك الحديث»، وثانيا فإن رواية الطبري فهي مردودة سندا ومتنا لاختلافها مع روايات أخرى، وثالثا ذكر هذه الواقعة قد ورد تحت ضمن بلاغات البخاري ما يعني أنها مجرد خبر بُلغ به وهو ما يعتبره العلماء ليس ضمن الأحاديث صحيحة السند أو المتن التي أخرجها البخاري في صحيحه. وهذا بالإضافة إن هذا البلاغ ليس موصولاً بالنبي محمد. رواية التفكير في الانتحار لتأخر الوحي لم تصح، والزيادة التي في البخاري لا تنسب للصحيح لأنها ليست على شرطه، وقد أثبتها البخاري أنها من قول الزهري لا غيره، فهي بلاغ مقطوع الإسناد لا يصح من سبق إلى الإسلام خديجة بنت خويلد، وابن عمه علي بن أبي طالب وكان صبيا ابن عشر سنين يعيش في كفالة محمد وأسلم بعد النبوة بسنة، جمع الرسول محمد  أهله وأقاربه وعرض عليهم الإسلام فلم يجبه إلا علي. ثم أسلم مولاه الصحابي زيد بن حارثة، وصديقه أبو بكر في أوائل أيام الدعوة. واستمرت الدعوة سراً لمدة ثلاث سنوات ثم نزل الوحي يكلف الرسول بإعلان الدعوة والجهر بها. وفقا لابن سعد، لم تعارض قريش محمد في دعوته إلا بعد أن نزلت آيات في ذم الأصنام وعبادتها. في حين يتمسك مفسري القرآن وبعض كتاب السيرة بأن المعارضة تزامنت مع بدء الدعوة الجهرية للإسلام. كما مثلت زيادة عدد معتنقي الإسلام خطرا على نظام الحياة الدينية في مكة، مما يؤثر سلبا على القوة الاقتصادية لقريش التي تستمدها من حماية الكعبة وأصنامها وخدمة الحجيج وتوافدهم إلى المدينة، فكانت دعوة محمد تشكل تهديدا بزوال سلطتهم. فقدم كبار تجار قريش على محمد عرضا بالتخلي عن دعوته -وفي رواية ابن سعد التوقف عن شتم آلهتهم- في مقابل مشاركته التجارة ودخوله ضمن صفوفهم، والزواج من بناتهم لبناء مركزه بينهم، بيد أنه رفض. فعرضوا عليه أن يعبد آلهتهم سنة ويعبدون الله سنة بحسب تاريخ الطبري، فأخبرهم أنه سينتظر أمر الله، فنزلت الآيات ﴿قل يأيها الكافرون، لا أعبد ما تعبدون﴾، كما نزلت الآيات: ﴿قل أفغير الله تأمروني أعبد أيها الجاهلون﴾ إلى الآية: ﴿بل الله فاعبد وكن من الشاكرين﴾.
لجؤوا بعد ذلك إلى تشويه صورته قصد إبعاد الناس عنه. فقالوا عن محمد: أنه مصاب بنوع من الجنون، وقالوا: إن له جناً أو شيطاناً يتنزل عليه كما ينزل الجن والشياطين على الكهان، وقالوا شاعر، وقالوا ساحر، وكانوا يعملون للحيلولة بين الناس وبين سماعهم القرآن، ومعظم شبهاتهم دارت حول توحيد الله، ثم رسالته، ثم بعث الأموات ونشرهم وحشرهم يوم القيامة وقد رد القرآن على كل شبهة من شبهاتهم حول التوحيد. لكنهم لما رؤوا أن هذه الأساليب لم تجد نفعاً في إحباط الدعوة الإسلامية استشاروا فيما بينهم، وقرروا القيام بتعذيب المسلمين. فأخذ كل رئيس يعذب من دان من قبيلته بالإسلام، وتصدوا لمن يدخل الإسلام بالتعذيب والضرب والجلد والكي. حتى وصل الأمر إلى إيذاء محمد نفسه وضربوه ورجموه بالحجارة في مرات عديدة ووضعوا الشوك في طريقه لما اشتد البلاء على المسلمين أخبرهم الرسول محمد أن الله أذن لهم بالهجرة إلى الحبشة في عام 615م، فخرج الصحابي عثمان بن عفان ومعه زوجته رقية بنت محمد، وخرج الصحابي أبو حاطب بن عمرو ثم خرج الصحابي جعفر بن أبي طالب فكانوا قرابة 80 رجلاً.
يقول الطبري أن محمداً«كان حريصا على صلاح قومه محبا لمقاربتهم، وشق عليه مقاطعة قومه له وإعراضهم عنه»، وقد نقل الطبري رواية عن ابن حميد عن سلمة عن محمد بن كعب القرظي قيل فيها:«أن النبي محمد تمنى أن ينزل الله عليه ما يقرب بينه وبين قومه، فكان يوما يصلي بالمسلمين بسورة النجم، فلما انتهى إلى: ﴿أَفَرَأَيْتُمُ اللَّاتَ وَالْعُزَّى﴾ [53:19] ﴿وَمَنَاةَ الثَّالِثَةَ الْأُخْرَى﴾ [53:20] ألقى الشيطان على لسانه -أو ألقاها الشيطان بنفسه على مسامع الكفار حسب تفسير ابن كثير والقرطبي- كلمات وهي: «تلك الغرانيق العلا وإن شافعتهن لترتجى»، حتى أتم السورة ثم سجد فسجد معه المسلمين وكل من كان في المسجد من قريش وكل من سمع بذلك». وتقول الرواية أن محمد قام بالتراجع لاحقا عن ذلك الجزء وحزن وخاف خوفا شديدا من الله لكنه عفا عنه وأنزل عليه الآيات: ﴿وَمَا أَرْسَلْنَا مِنْ قَبْلِكَ مِنْ رَسُولٍ وَلَا نَبِيٍّ إِلَّا إِذَا تَمَنَّى أَلْقَى الشَّيْطَانُ فِي أُمْنِيَّتِهِ فَيَنْسَخُ اللَّهُ مَا يُلْقِي الشَّيْطَانُ ثُمَّ يُحْكِمُ اللَّهُ آَيَاتِهِ وَاللَّهُ عَلِيمٌ حَكِيمٌ﴾ [22:52]. وتعرف تلك الحادثة بقصة الغرانيق، التي ذكرها بعض المؤرخين مثل ابن سعد والطبري وابن الأثير وابن المطهر. إلا أن الرواية المذكورة في صحيح البخاري:ج2/ص32 بدون ذكر حادثة الغرانيق،: «عن عبد الله قال قرأ النبي النجم بمكة فسجد فيها وسجد من معه، غير شيخ أخذ كفاً من حصى أو تراب ورفعه إلى جبهته وقال يكفيني هذا، فرأيته بعد ذلك قتل كافراً»، وهي الرواية التي أيدها وابن كثير الذي اعتبر قصة الغرانيق مرسلة وسندها غير صحيح. ويوافقه في ذلك الرأي السني الرسمي الذي يعتبرها قصة مكذوبة من وضع الزنادقة وقد ذكر أخرون سبب أخر لسجود المشركين غير قصة الغرانيق مثل الآلوسي الذي قال أن سجودهم لم يكن لمدح ألهتهم ولكن لدهشة أصابتهم وخوف اعتراهم عند سماع السورة وهي فيها ذكر كيف أهلك الله الأقوام السابقة لتكذيبهم أنبيائهم مثل قوم عاد وثمود ونوح ومن شدة الأيات وخوفهم استشعروا أن يحدث ذلك معهم فلما رأوا المسلمين يسجدون ظنوا أن الهلاك سيحل بهم فسجدوا خوفا من ذلك، وصلت الأخبار للمسلمين بالحبشة أن قريشاً قد أسلموا -نظرا لسجودهم-، فقدم مكة منهم جماعة فوجدوا الاضطهاد مستمرا فمكثوا بمكة إلى أن هاجروا إلى المدينة لما انتشر الإسلام وذاع، اتفق زعماء قريش على مقاطعة بني هاشم وبني المطلب ابني عبد مناف فلا يبايعوهم ولا يناكحوهم ولا يكلموهم ولا يجالسوهم حتى يسلموا إليهم محمد، وكتبوا بذلك صحيفة وعلقوها في سقف الكعبة. فانحاز إلى الشعب بنو هاشم وبنو المطلب مسلمين كانوا أو غير مسلمين إلا أبا لهب فإنه ظاهر قريش. استمرت المقاطعة قرابة ثلاث سنوات فلم يقربهم أحد في الشعب. ثم سعى في نقض تلك الصحيفة أقوام من قريش فكان القائم في أمر ذلك هشام بن عمرو فأجابته قريش، وأخبرهم محمد أن الله قد أرسل على تلك الصحيفة الأكلة فأكلت جميع ما فيها إلا المواضع التي ذكر فيها الله. توفي كل من زوجته خديجة وعمه أبو طالب -أكبر مؤيدي ومساندي محمد- في عام 619 م فسُمٍّي بعام الحزن. فتولى أبو لهب قيادة بني هاشم من بعد أبي طالب، وبعدها انحسرت حماية بني هاشم لمحمد وازداد أذى قريش له. مما دفعه للخروج إلى الطائف ليدعوهم آملاً أن يؤوه وينصروه على قومه، لكنهم آذوه ورموه بالحجارة ورفضوا دعوته ولم يسلم إلا الطفيل بن عمرو الدوسي (الذي دعا قومه فأسلم بعضهم وأقام في بلاده حتى فتح خيبر ثم قدم بهم في نحو من ثمانين بيتاً). عاد محمد إلى مكة تحت حماية المطعم بن عدي. وفقاً للمعتقد الإسلامي فإن الملائكة عرضت على النبي محمد أن يهلكوا أهل الطائف إلا أنه رفض وقال: «عسى أن يخرج من أصلابهم أقوام يقولون ربنا الله وفي البعثة، حدثت الهجرة وهي الهجرة إلى الحبشة حدث تاريخي إسلامي، هو: هجرة بعض المسلمين الأوائل من مكة إلى بلاد الحبشة (مملكة أكسوم)؛ بسبب ما كانوا يلاقونه من إيذاء من زعماء قريش، فدعاهم النبي للخروج إلى أرض الحبشة مادحًا ملكها أصحمة النجاشي بأنه مَلِكٌ لا يُظلَم عنده أحد، فخرج عدد من المسلمين، وكانت الهجرة الأولى إلى الحبشة في رجب من العام الخامس بعد البعثة، وكانوا أحد عشر رجلًا وأربع نسوة، وأمَّروا عليهم عثمان بن مظعون، ثم بلغهم وهم بأرض الحبشة أن أهل مكة أسلموا، فرجع بعضٌ منهم إلى مكة فلم يجدوا ذلك صحيحًا، فرجعوا، وسار معهم مجموعة أخرى إلى الحبشة، وهي الهجرة الثانية، وكانوا ثلاثة وثمانين رجلًا وزوجاتهم وأبنائهم، على رأسهم جعفر بن أبي طالب. لما رأى النبي محمد ما يصيب أصحابه من أذى زعماء قريش لهم، بينما كان يحميه عمه أبو طالب من أذى قريش، فقال لأصحابه: «لو خرجتم إلى أرض الحبشة؟ فإن بها ملكا لا يظلم عنده أحد، وهي - أرض صدق - حتى يجعل الله لكم فرجا مما أنتم فيه»، وقيل إنها كانت بعد وفاة أبي طالب، فكان أول من هاجر منهم أحد عشر رجلًا وأربع نسوة، وقيل: وامرأتان، وقيل: كانوا اثني عشر رجلًا، وقيل: عشرة، فخرجوا من مكة حتى وصلوا ساحل بحر القلزم، ثم أمَّروا عليهم: عثمان بن مظعون، ووجدوا سفينتين، فركبوا مقابل نصف دينار لكل منهم، وعلمت قريش فأسرعت في تعقبهم إلى الساحل ولكنهم كانوا قد أبحروا، وكان ذلك في رجب من العام الخامس بعد البعثة الموافق 615 م كان أول من خرج مهاجرًا إلى الحبشة بأهله عثمان بن عفان لم يمكث المهاجرون في الحبشة طويلًا، حتى بلغتهم أخبار أن أهل مكة قد أسلموا، فقرروا العودة إلى مكة في شهر شوال من نفس السنة، حتى إذا دنوا من مكة بلغهم أن ما كانوا تحدثوا به من إسلام أهل مكة كان باطلاً، فمنهم من رجع إلى الحبشة، ومنهم من دخل مكة مستخفيًا أو في جوار رجل من قريش. بعد عودة بعض المهاجرين إلى مكة، أذن لهم النبي في الخروج إلى الحبشة مرة ثانية، فخرجوا، وكان عددهم في المرة الثانية ثلاثة وثمانين رجلًا وتسع عشرة امرأة، وقيل: ثماني عشرة امرأة، وقال الطبري: كانوا اثنين وثمانين رجلًا سوى نسائهم وأبنائهم، وشك في عمار بن ياسر هل كان فيهم وبه تتكمل العدة ثلاثة وثمانين، وكان على رأسهم جعفر بن أبي طالب فكان هو المقدم عليهم، والمترجم عنهم عند النجاشي. لم يخرج المسلمون المهاجرون دفعةً واحدةً، لكن خرج جماعة مع جعفر بن أبي طالب، ثم خرجت جماعة مع أبي موسى الأشعري، فلما وصلت جماعة أبي موسى إلى اليمن علموا بخروج المسلمين للهجرة إلى المدينة فأردوا الرجوع، فركبوا سفينة، لكن الرياح هاجت عليهم حتى أوصلتهم بلاد الحبشة.
ولما وصل المسلمون الحبشة شعروا بالأمن، فعن أم سلمة قالت: «لما نزلنا أرض الحبشة، جاورْنا بها خيرَ جارٍ النجاشيَّ، أمِنَّا على ديننا، وعبدنا الله تعالى لا نؤذى ولا نسمع شيئاً نكرهه»، وأنشد عبد الله بن الحارث بن قيس أبياتًا في ذلك فقال: 
| يا راكبًا بلغن عني مغلغلةً      |  | من كان يرجو بلاغ الله والدينِ |
| كل امرئ من عباد الله مضطهـدٍ   |  | ببطن مكـة مقهـورٍ ومفتـونِ     |
| أنا وجدنا بلـاد الله واسعـةً   |  | تنجي من الذلِ والمخزاةِ والهونِ |
| فلا تُقيموا على ذُلّ الحياة وخِز  |  | ي في المَمات وعيب غَيرِ مَأمونِ   |
| إنّا تَبعنا رسول الله واطرَحـوا  |  | قَول النّبيّ وعالوا في المَوازِين |
| فاجعل عذابكَ بالقَومِ الّذيِنَ بغوا |  | وعائِذًا بك أن يَعلوا فُطغونِي    |

اجتمعت قريش في دار الندوة، واتفقوا علي أن يجمعوا الأموال والهدايا ويهدوها إلى النجاشي، وانتدبوا لذلك رجلين، فبعثوا عمرو بن العاص وعمارة بن الوليد مع الهدايا، وقيل عمرو بن العاص وعبد الله بن أبي ربيعة، فركبا البحر، فلما دخلا على النجاشي سجدا له، وسلما عليه، واتفق وفد قريش مع البطارقة أن يشيروا على النجاشي بأن يسلم المسلمين إليهم، ولكن النجاشي رأي بأن يدعو المسلمين ليستمع بنفسه إلى ما يقولون . أرسل النجاشي إلى الصحابة فدعاهم، فلما جاءهم رسولُه اجتمعوا، ثم قال بعضهم لبعض: «ما تقولون للرجل إذا جئتموه؟»، قالوا: «نقول والله ما علمنا وما أمرنا به نبينا  كائناً في ذلك ما هو كائن»، فلما جاءوا، وقد دعا النجاشي أساقفته فنشروا مصاحفهم حوله، سألهم فقال لهم: «ما هذا الدين الذي قد فارقتم فيه قومكم، ولم تدخلوا في ديني ولا في دين أحد من هذه الملل؟»، أو قال: «ما هذا الدين الذي أنتم عليه؟ فارقتم دين قومكم ولم تدخلوا في يهودية ولا نصرانية»، فخاطبه جعفر بن أبي طالب،
فقال له النجاشي: «هل معك مما جاء به عن الله من شيء؟»، فقال له جعفر بن أبي طالب: «نعم»، فقال له النجاشي: «فاقرأه علي»، فقرأ عليه صدراً من سورة مريم:  كهيعص  ذِكْرُ رَحْمَةِ رَبِّكَ عَبْدَهُ زَكَرِيَّا  إِذْ نَادَى رَبَّهُ نِدَاءً خَفِيًّا  ، إلى الآيات:  وَاذْكُرْ فِي الْكِتَابِ مَرْيَمَ إِذِ انْتَبَذَتْ مِنْ أَهْلِهَا مَكَانًا شَرْقِيًّا  فَاتَّخَذَتْ مِنْ دُونِهِمْ حِجَابًا فَأَرْسَلْنَا إِلَيْهَا رُوحَنَا فَتَمَثَّلَ لَهَا بَشَرًا سَوِيًّا  قَالَتْ إِنِّي أَعُوذُ بِالرَّحْمَنِ مِنْكَ إِنْ كُنْتَ تَقِيًّا  قَالَ إِنَّمَا أَنَا رَسُولُ رَبِّكِ لِأَهَبَ لَكِ غُلَامًا زَكِيًّا  قالت أم سلمة : فبكى والله النجاشي حتى اخضلت لحيته، وبكت أساقفته حتى أخضلوا مصاحفهم حين سمعوا ما تلا عليهم، ثم قال النجاشي: «إن هذا والذي جاء به عيسى ليخرج من مشكاة واحدة، انطلقا، فلا والله لا أسلمهم إليكما، ولا يكادون».
فلما خرج رسولا قريش من عنده، قال عمرو بن العاص: «والله لآتينه غداً عنهم بما أستأصل به خضراءهم»، فقال له عبد الله بن أبي ربيعة: «لا نفعل، فإن لهم أرحاماً، وإن كانوا قد خالفونا»، قال: «والله لأخبرنه أنهم يزعمون أن عيسى بن مريم عبد». ثم غدا عليه من الغد فقال له: «أيها الملك، إنهم يقولون في عيسى بن مريم قولاً عظيماً، فأرسل إليهم فسلهم عما يقولون فيه»، فأرسل إليهم ليسألهم عنه، فاجتمع القوم، ثم قال بعضهم لبعض: «ماذا تقولون في عيسى بن مريم إذا سألكم عنه؟»، قالوا: «نقول والله ما قال الله، وما جاءنا به نبينا، كائنا في ذلك ما هو كائن»، فلما دخلوا عليه قال لهم: «ماذا تقولون في عيسى ابن مريم؟»، قالوا نقول فيه خيرا....